# Pantomallus fuligineus
Pantomallus fuligineus es una especie de escarabajo del género Pantomallus, tribu Eburiini, subfamilia Cerambycinae. Fue descrita científicamente por Bates en 1872.
La especie se mantiene activa durante los meses de enero, febrero, marzo, abril, mayo, junio, julio, agosto, noviembre y diciembre.

## Descripción
Mide 13,4-29,7 milímetros de longitud.

## Distribución
Se distribuye por Costa Rica, Guatemala, Honduras, México, Nicaragua y Panamá.